# Milarupu
Melirupu es un sitio en Arauco que está 12 kilómetros al suroeste de Arauco en la dirección de Quiapo. Es un pueblo pequeño de aproximadamente 300 habitantes que a finales del siglo XIX estaba en el lugar del mismo nombre. El nombre en Mapudungun  , formado de meli y la alteración de rypy, significa "cuatro maneras", más tarde devengó en Millarupu "manera de oro", y estuvo corrompido a Millarapu o Millarapue o Melirupo.
Este sitio era uno de los rehues del aillarehue moluche de Arauco y el sitio de la Batalla de Millarapue donde el Toqui Caupolicán fue derrotado después de que asaltó el campamento del Gobernador Don Garcia Hurtado de Mendoza el 30 de noviembre de 1557.